# Mark Brown
Mark Neil Brown (Valparaiso, 18 de novembro de 1951) é um ex-astronauta norte-americano, veterano de duas missões ao espaço.
Formou-se em engenharia aeronáutica e astronáutica pela Universidade Purdue em 1974 e qualificou-se como piloto na Base Aérea de Laughlin, no Texas. Designado para um esquadrão de treinamento na Base Aérea de K. I. Sawyer, em Michigan, voou em aeronaves Lockheed T-33 Shooting Star e Convair F-106 Delta Dart; em 1980 fez mestrado em engenharia astronáutica  no Instituto de Tecnologia da Força Aérea, depois de transferido para a Base Aérea de Wright-Patterson onde se localiza o instituto, no ano anterior.
Começo a trabalhar na NASA em funções no solo, como engenheiro na Seção de Atividades de Voo, participando do desenvolvimento de procedimentos de contingência para o ônibus espacial e integrando as equipes de apoio das missões  STS-2, 3, 4, 6, 8 e STS-41-C. Selecionado para o curso de astronautas em 1985, qualificou-se no ano seguinte e foi designado como especialista de missão para futuras missões do programa do ônibus espacial.
Fez seu primeiro voo ao espaço integrando a tripulação da STS-28 Columbia, entre 8 e 13 de agosto de 1989, uma missão com carga secreta do Departamento de Defesa dos Estados Unidos. Seu segundo voo foi na STS-48 Discovery, entre 12 e 18 de setembro de 1991, cujo objetivo principal foi o lançamento de satélites atmosféricos em órbita.
Em 1993 se aposentou da NASA e da Força Aérea dos Estados Unidos - com a patente de coronel - para trabalhar na iniciativa privada, como chefe da divisão espacial da General Research Corporation, em Ohio.